# Sue Evans
Susan „Sue“ Evans (* 7. Juli 1951 in New York City) ist eine US-amerikanische Jazzschlagzeugerin und Perkussionistin.

## Leben und Wirken
Evans, deren Vater Musiklehrer war, hatte als Kind zunächst Klavierunterricht, bevor sie sich mit elf Jahren dem Schlagzeugspiel zuwendete. Sie studierte bei Warren Smith an der Third Street Drum School und dann (bis 1969) an der Highschool of Music and Art. Von 1969 bis 1973 arbeitete sie in der Band von Judy Collins, anschließend im Quartett von Steve Kuhn. Sie ist reguläres Mitglied des New York Pops Orchestra. Sie arbeitet zudem mit weiteren Symphonieorchestern wie z. B. den New Yorker Philharmonikern, dem Brooklyn Philharmonic und New Jersey Symphony Orchestra.
Weiterhin nahm sie mit dem Jazz Composer’s Orchestra und mit James Brown, Roswell Rudd, Billy Cobham, Suzanne Vega, Blood, Sweat & Tears, George Benson und Tony Bennett auf. Ab Ende der 1960er wurde sie von Gil Evans (mit dem sie nicht verwandt ist) herangezogen und spielte mit ihm zahlreiche Alben als Schlagzeugerin (wie Svengali 1973, The Gil Evans Orchestra Plays the Music of Jimi Hendrix 1974 oder There Comes a Time 1975) oder Perkussionistin ein. Weiterhin hat sie mit Jazzmusikern wie Art Farmer, Bobby Jones, Sadao Watanabe, Hubert Laws, Randy Brecker, David Sanborn oder Terence Blanchard gearbeitet. Sie ist auch auf Aufnahmen von Morgana King, Suzanne Vega oder Philip Glass zu hören.

## Auszeichnungen
Evans erhielt 1984 den National Academy of Recording Arts and Sciences Most Valuable Award für Mallets und Pauken. Denselben Preis für Latin-Perkussion und Congas errang sie 1987 und 1989.